# Kriva Reka (Gornji Milanovac)
Pour les articles homonymes, voir Kriva Reka.
Kriva Reka (en serbe cyrillique : Крива Река) est un village de Serbie situé dans la municipalité de Gornji Milanovac, district de Moravica. Au recensement de 2011, il comptait 67 habitants.

## Démographie

### Évolution historique de la population
| 1948 | 1953 | 1961 | 1971 | 1981 | 1991 | 2002 | 2011 |
| ---- | ---- | ---- | ---- | ---- | ---- | ---- | ---- |
| 526  | 501  | 464  | 367  | 299  | 187  | 102  | 67   |

|  |